# Baines-Nunatak
Der Baines-Nunatak ist ein 1020 m hoher Nunatak im ostantarktischen Coatsland. Im Pioneers Escarpment der Shackleton Range ragt er östlich der Bernhardi Heights und 16 km nordwestlich des Jackson Tooth auf.
Luftaufnahmen entstanden 1967 durch die United States Navy, der British Antarctic Survey nahm zwischen 1968 und 1971 Vermessungen der Formation vor. Das UK Antarctic Place-Names Committee benannte ihn 1978 nach dem britischen Maler und Forschungsreisenden Thomas Baines (1820–1875), zu dessen Werken unter anderen das gemeinsam mit William Barry Lord verfasste Buch Shifts and Expedients of Camp Life, Travel and Exploration aus dem Jahr 1876 gehört.